# Ene Franca Idoko
Ene Franca Idoko, född den 15 juni 1985 är en nigeriansk friidrottare som tävlar på 100 meter. 
Idoko första mästerskapsfinal var inomhus-VM 2008 då hon slutade sjua på 60 meter. Hon deltog tillsammans med Gloria Kemasuode, Halimat Ismaila och Oludamola Osayomi i det nigerianska stafettlag på 4 x 100 meter vid Olympiska sommarspelen 2008 som blev bronsmedaljörer efter Ryssland och Belgien. Vid samma mästerskap deltog hon även på 100 meter men blev utslagen i kvartsfinalen.